# Tivadar Kosztka Csontváry
Tivadar Kosztka Csontváry (født 5. juli 1853 i Kisszeben, i dag Sabinov, Slovakiet; død 20. juni 1919 i Budapest; egl. navn Mihály Tivadar Kosztka, kunstnernavn Csontváry) var en ungarsk maler, uddannet farmaceut.
Han indledte først sine kunststudier i 1894 som 41-årig.
Efter ophold på Simon Hollósys privatskole i München rejste han til Karlsruhe hos Friedrich Kallmorgen (de) på "Staatliche Akademie der Bildenden Künste Karlsruhe"; derfra rejste han videre til den private kunstskole Académie Julian i Paris.
Csontváry malede sine store billeder mellem 1903 og 1909, idet
en tiltagende sindslidelse bragte hans kunstneriske skaben til ophør omkring 1910.
Hans enorme lærreder − nogle gange så store som 30 m2 − blev udført med stor omhu. Hans besættelse udviklede sig til sidst til sindssyge, og han døde i fattigdom og isolation.
| - Selvportrætter - Ca. 1893. - 1895 |

| - Andre værker af Tivadar Kosztka Csontváry − efter år - Kvinde ved vindue, 1890 - Sommerfugle, 1893 (ung: 'Pillangók') - Høgen og rypen, 1893 - Rovfugl, 1893 - Hjort, 1893 - Barn i rød kjole, 1894 - Amelie, 1894 - Ung maler, 1898 - Tenniskamp, 1900 - Et selskab krydser en bro, 1901 - Castellammare di Stabia, 1902 - Udsigt over Selmecbánya, 1902 - Gammel fisker, 1902 - Elskende, 1902 (ung.: 'Szerelmespár') - Landskab ved Selmecbánya, 1902 - Skibsforlis, 1903 - Vandfaldet Rheinfall ved Schaffhausen, 1903 (130x228 cm) - Vandfald ved Jajce, 1903 - Stari Most − Den osmanniske bro ved Mostar, 1903 - Forår i Mostar, 1903 - Den bedende frelser, 1903 (ung: 'Fohászkodó Üdvözítő)') (en) - Gade i Athen, 1904 - Ruiner af græsk teater i Taormina, 1905 - Oliebjerget i Jerusalem, 1905 - Baalbek i Libanon, 1906 - Pilgrimsfærd til cedertræerne i Libanon, 1907 (en) (205×200 cm) - Et solitært cedertræ, 1907 (194x248 cm) - Marias brønd i Nazareth, 1908 (en) (362x516 cm) - Ridning på stranden, 1909 |